# Ретимље
Ретимље (алб. Reti) насељено је место у Србији, у општини Ораховац. Административно припада Косову и Метохији, односно Призренском управном округу. Према попису из 2011. године било је 1.005 становника.

## Географија
Ретимље је село збијеног типа. Већи део села лежи у долини, а мањи на присојној страни брежуљка југоисточно од Ораховца, од кога је удаљено око 11 километара. На брежуљку северно од села се налази српско гробље, у коме има неколико камених крстова без натписа. У селу 1979. није било школе па су деца учила у суседном Зочишту. Ретимље се дели на Горњу и Доњу махалу. У Доњој живе Срби и Албанци, а у Горњој само Албанци.
Ретимљу припада заселак Колибаре, који лежи на узвишењу југозападно од села, на око 2 километра. Мештани засеока тврде да је њихово насеље село и да се не зове Колибаре већ Горане, пошто у њему живе искључиво Горани досељени из Средачке жупе (матерњи језик им је српски, а вероисповест муслиманска). Поред ова два назива, за овај заселак постоји још и назив Доње Ретимље, а Ораховчани га називају Горње Ретимље. Донекле су оправдана оба назива, јер се заселак налази на већој надморској висини од села, па отуда назив Горње Ретимље, али вода тече из правца села према засеоку и протиче кроз њега, па се отуда назива Доње Ретимље. Мештани у кући говоре српским језиком, а деца им у школи уче на албанском језику.

## Становништво
Према попису из 1981. године место је било већински насељено Албанцима. Након напада на Ораховац 1998. године Срби напуштају Ретимље.
Упоредни преглед етничког састава становништва 1961, 1981. и 2011. године
| Етнички састав према попису из 1961.‍ | Етнички састав према попису из 1961.‍ | Етнички састав према попису из 1961.‍ | Етнички састав према попису из 1961.‍ | Етнички састав према попису из 1961.‍ |
| ------------------------------------ | ------------------------------------ | ------------------------------------ | ------------------------------------ | ------------------------------------ |
|                                      |                                      |                                      |                                      |                                      |
| Албанци                              | Албанци                              |                                      | 624                                  | 85,9%                                |
| Срби                                 | Срби                                 |                                      | 101                                  | 13,9%                                |
| Укупно: 726                          |                                      |                                      |                                      |                                      |

| Етнички састав према попису из 1981.‍ | Етнички састав према попису из 1981.‍ | Етнички састав према попису из 1981.‍ | Етнички састав према попису из 1981.‍ | Етнички састав према попису из 1981.‍ |
| ------------------------------------ | ------------------------------------ | ------------------------------------ | ------------------------------------ | ------------------------------------ |
|                                      |                                      |                                      |                                      |                                      |
| Албанци                              | Албанци                              |                                      | 1.008                                | 93,5%                                |
| Срби                                 | Срби                                 |                                      | 63                                   | 5,8%                                 |
| Муслимани                            | Муслимани                            |                                      | 6                                    | 0,6%                                 |
| Укупно: 1.078                        |                                      |                                      |                                      |                                      |

| Етнички састав према попису из 2011.‍ | Етнички састав према попису из 2011.‍ | Етнички састав према попису из 2011.‍ | Етнички састав према попису из 2011.‍ | Етнички састав према попису из 2011.‍ |
| ------------------------------------ | ------------------------------------ | ------------------------------------ | ------------------------------------ | ------------------------------------ |
|                                      |                                      |                                      |                                      |                                      |
| Албанци                              | Албанци                              |                                      | 1.005                                | 100%                                 |
| Укупно: 1.005                        |                                      |                                      |                                      |                                      |

Број становника на пописима:
|             | \| Демографија[5] \| Демографија[5] \| Демографија[5] \| \| Година \| Становника \| Становника \| \| -------------- \| -------------- \| -------------- \| \| 1948. \| 569 \| \| \| 1953. \| 577 \| \| \| 1961. \| 726 \| \| \| 1971. \| 894 \| \| \| 1981. \| 1.078 \| \| \| 1991. \| 1.317 \| \| |            |
| Демографија | |            |
| Година      | Становника | Становника |
| 1948.       | 569 |            |
| 1953.       | 577 |            |
| 1961.       | 726 |            |
| 1971.       | 894 |            |
| 1981.       | 1.078 |            |
| 1991.       | 1.317 |            |

### Порекло становништва
У Ретимљу је 1979. године било 60 албанских, 12 српских и 32 горанске куће. Осам српских кућа чува предање да су им се преци доселили из Грчке, две да су им преци из Суве Реке и једна чува предање да су им преци из Црне Горе. У засеоку Колибаре се налазе горанске куће, и све су се доселиле из Горњег Љубиња код Призрена.
Српски родови:
- Костић, осам кућа. Чувају предање да су им се преци некада давно доселили из Грчке. Славе Митровдан.
- Крстић, две куће, Преци су им се доселили некада давно из Рештана код Суве Реке. Славе Светог Јована Златоустог.
- Николић, једна кућа. Не чувају предање о пореклу. Славе Митровдан.
- Перишић, једна кућа. Далеки порекло везују за Црну Гору. Славе Никољдан, мала слава Свети Никола летњи.
- Цуцуревић, презиме једне жене која је била удата у Цуцуровиће у Призрену. Слави Ђурђевдан.[7]

Горански родови:
- Адеми, две куће. Доселили се из Горњег Љубиња код Призрена пре Другог светског рата.
- Битић, пет кућа. Доселили се некада давно из Горњег Љубиња, где су се презивали Емруловић.
- Дани, једна кућа. Доселили се из Горњег Љубиња 1947. године.
- Каплани, једна кућа. Доселили се из Горњег Љубиња 1979. године.
- Мета, једна кућа. Доселили се из Горњег Љубиња 1950. године.
- Ђаја, једанаест кућа. Доселили се некада давно из Горњег Љубиња, где су се презивали Лимановић.
- Ука, четири куће. Доселили се из Горњег Љубиња пре Другог светског рата.
- Шабани, две куће. Доселили се из Горњег Љубиња 1947. године.
- Шаипи, пет кућа. Доселили се из Горњег Љубиња, три куће 1932. године, две куће 1077. године.[8]